# Eric Frank Russell
Pour les articles homonymes, voir Russell.
Œuvres principales
- Guerre aux invisibles
- Le Sanctuaire terrifiant
- La Grande Explosion

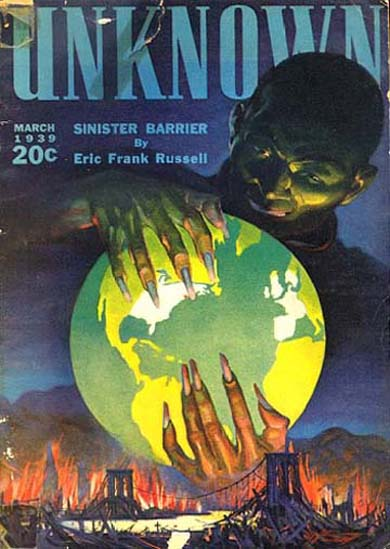
Couverture du magazine Unknow éditant Sinister barrier, une œuvre littéraire d'Eric Frank Russel

Eric Frank Russell, né le 6 janvier 1905 à Sandhurst en Angleterre et mort le 28 février 1978 à Liverpool, est un auteur de science-fiction britannique.

## Biographie
Eric Frank Russell est né à Sandhurst (Berkshire) le 6 janvier 1905, dans une famille de militaires.
Durant la Seconde Guerre mondiale, il a servi dans la R.A.F. et travailla ensuite quelque temps comme ingénieur, avant de devenir écrivain à plein temps. Il était un supporter actif de la science-fiction d'après-guerre, et fut également membre de la Fortean Society (en), association destinée à faire connaître les idées de Charles Fort. Il écrit dans les magazines de science-fiction comme Tales of Wonder, Astounding Science-Fiction et New Worlds Science Fiction.
Il est mort le 28 février 1978.

## Style
Eric Frank Russell a écrit quelques-uns des meilleurs romans de science-fiction humoristique de son époque. Il a également écrit des nouvelles sous les pseudonymes Duncan H. Munro et Webster Craig.
Eric Frank Russel était un homme qui se méfiait de la pompe et de la comédie qui entourent les diverses formes d'organisation humaine. Ses textes prennent généralement pour cible l'autorité sous toutes ses formes.
Il utilise un humour assez simple et direct, mélangé à des histoires profondes et sérieuses, dans lesquelles ressortent les aspects spirituels des aspirations humaines.

## Thèmes et influences
Dans Guerre aux invisibles il aborde le thème des Vitons, entités parasitaires qui procèdent à la traite de l'énergie humaine tout comme l'humain procède à la traite du bétail. Il évoque également le thème du parasitisme de l'espèce humaine dans Three to Conquer (1956). Russell est le premier à mettre des personnes de couleur noir comme héros de son livre de SF et associent des extraterrestres aux humains, qui inspira Star Trek.
Le roman sorti en 1956 Legwork a une influence sur Terminator 2 : le Jugement dernier, l'extraterrestre dans le livre d'Eric Frank Russell prend l'apparence de ses victimes.

## Prix littéraires
- Il remporta le prix Hugo en 1955 pour sa nouvelle Allamagoosa.
- Prix Prometheus Hall of Fame en 1985 pour La Grande Explosion (The Great Explosion)
- Il est entré en 2000 au Science Fiction and Fantasy Hall of Fame, à titre posthume.

## Œuvres

### Romans
- 1939 : Guerre aux invisibles (Sinister Barrier), ed. Denoël, coll. Présence du futur no 132 ; LeRayon Fantastique n° 10, 1952.
- 1948 : Le sanctuaire terrifiant (Dreadful sanctuary), inclus dans : La grande explosion/Le sanctuaire terrifiant, Opta, CLA no 69 ;
- 1953 : Sentinelle de l’espace (The star watchers / Sentinels from space), ed. Le Masque Science Fiction no 11 ;
- 1956 : Three to Conquer  based on the earlier magazine serial Call Him Dead (1955)
- 1957 : Guêpe (Wasp), ed. Presses Pocket Science-fiction no 5156 ;
- 1958 : Plus X (The Space Willies ), ed. Presses Pocket Science-fiction no 5272 ;
- 1962 : La grande explosion (The great explosion), inclus dans : La grande explosion/Le sanctuaire terrifiant, Opta, CLA no 69 ;
- 1964 : Les faiseurs de crimes, ed. Fleuve Noir Policier ;

### Recueils et anthologies
- (en) Deep Space, 1954
- (en) The Space Willies / Six Worlds Yonder, 1958
- (en) Like Nothing on Earth, 1975
- (en) The Best of Eric Frank Russell (Prix Locus), 1978
- (en) Major Ingredients - The Selected Short Stories of Eric Frank Russell, 2000
- (en) Darker Tides - The Weird Tales of Eric Frank Russell, 2006

### Nouvelles
De nombreuses nouvelles sont parues en français dans la revue Galaxie ;
- Impulsion, 1974 ((en) Impulse, 1938), trad. Marcel Battin
- Violon d’Ingres, 1965 ((en) Hobbyist, 1947)
- Cher Démon, 1969 ((en) Dear Devil, 1950), trad. Bruno Martinin Fiction no 192, 1969 pour la première publication; réédité dans l'anthologie Histoires d'extraterrestres en 1974
- (en) And Then There Were None, 1951
- Boomerang, 1974 ((en) Boomerang, 1953), trad. Paul Hebert
- (en) Design for Great-Day, 1995Alan Dean Foster s'inspire directement des histoires d'Eric Frank Russell